# Sicòmor
|  | Per a altres significats, vegeu «Acer pseudoplatanus». |

El sicòmor (Ficus sycomorus) és una espècie de figuera (del gènere Ficus) originària d'Àfrica del Sud, del Sahel africà i al nord del tròpic de Capricorn, excloent les zones de selva plujosa de l'oest. També creix al sud d'Aràbia, Xipre i zones localitzades de Madagascar, s'ha naturalitzat a Israel-Palestina i Egipte.
El sicòmor fa fins a 20 m d'alt i 6 m d'amplada. Les fulles són en forma de cor amb un àpex rodó, 14 cm de llarg per 10 cm d'ample i disposades esporalment. El pecíol és pubescent. El fruit és una figa grossa comestible de 2 a 3 cm de diàmetre que quan madura és groga o vermella. Floreix i fructifica al llarg de tot l'any amb un pic de juliol a desembre. El tronc exfolia en bandes papiràcies ensenyant la part interior groga. Com altres figueres, té làtex.
El sicòmor té molta importància i es fa servir molt al Pròxim Orient. A l'antic Egipte, es cultivava aquesta espècie de Ficus gairebé exclusivament i se l'anomenava l'arbre de la vida. Encara que aquesta espècie de figuera requereix la presència d'una petita vespa Ceratosolen arabicus que ja no existeix a l'Egipte actual, es creu que Egipte va ser la principal zona de desenvolupament del sicòmor.